# 머니센스
《머니센스》는 대한민국의 SBS에서 제작했던 시사보도 프로그램이다.